# Pioneer 5
Pioneer 5 (também conhecida como 1960 Alpha 1, Pioneer P-2, e Thor Able 4) foi uma sonda espacial da NASA utilizado para investigar o espaço interplanetário entre a Terra e Vênus. Foi lançado em 11 de março de 1960 do Cape Canaveral Air Force Station às 13:00:00 UTC, com uma massa orbital de 43 kg. É uma esfera de 0,66 m de diâmetro, com 1,4 m de largura, contando seus quatro painéis solares, atingindo uma órbita solar distante 121 000 000 por 149 000 000 km do Sol. A sonda confirmou a presença do campo magnético interplanetário. A Pioneer 5 foi a única sonda bem sucedida das missões Pioneer/Able.